# Croix Renard
Croix Renard is een plaats in de Belgische gemeente Olne waar een zestal oude wegen bij elkaar komt.
Deze plaats wordt gemarkeerd door een houten kruisbeeld, dat zich op een kalkstenen sokkel bevindt die in 1793 geplaatst werd.
De wegen en paden leiden onder meer naar Forêt, Olne, Saint-Hadelin en Nessonvaux en naar de buurtschappen Hansez en Gelivaux.